# Корзанов Олександр Іванович
Олександр Іванович Корзанов (нар. 2 січня 1966) — радянський та киргизстанський футболіст, захисник.

## Клубна кар'єра
Футбольну кар'єру розпочав у 1983 році в складі друголігового ЦОР (Фрунзе), за який відіграв 3 матчі й по ходу сезону перейшов до іншого друголігового клубу з Фрунзе, «Алги». У команді провів 3 сезони, за цей час у Другій лізі зіграв 60 матчів та відзначився 2-а голами. З 1986 по 1987 рік проходив військову службу. З 1988 по 1991 рік знову захищав кольори «Алги». Провів у команді неповних 4 сезони, за цей час у Другій лізі зіграв 69 матчів. По ходу сезону 1991 року підсилив клуб з Другої нижчої ліги «Достук» (Сокоук), у цьому турнірі зіграв 19 матчів та відзначився 1 голом. Разом з командою виступав у першому чемпіонаті незалежного Киргизстану (4 матчі).
Восени 1992 року виїхав за кордон, де підписав контракт з українським клубом ФК «Кремінь». Дебютував у футболці кременчуцького клубу 29 листопада 1992 року в програному (0:1) виїзному поєдинку 1/8 фіналу кубку України проти сєвєродонецького «Хіміка». Олег вийшов на поле на 80-й хвилині, замінивши Ігора Макогона. У Вищій лізі дебютував 14 березня 1993 року в анульованому (програний з рахуноком 0:2) виїзному поєдинку 16-о туру проти сімферопольської «Таврії». Корзанов вийшов на поле на 73-й хвилині, замінивши Сергія Лукаша. У футболці «Кременя» у Вищій лізі зіграв 17 матчів, ще 4 поєдинки провів у кубку України. У 1994 році захищав кольори липецького «Металурга». У Другій лізі російського чемпіонату зіграв 15 матчів, ще 2 поєдинки провів у кубку Росії.
У 1995 році виїхав до Казахстану, де підписав контракт з клубом «Кайнар» (Талдикурган). Дебютував за талдикурганський клуб 19 квітня 1995 року в переможному (2:0) домашньому поєдинку 1-о туру Вищої ліги проти костанайського «Тобола». Олександр вийшов на поле в стартовому складі та відіграв увесь матч. Дебютним голом у футболці «Кайнару» відзначився 25 травня 1995 року на 58-й хвилині переможного (2:1) домашнього поєдинку 5-о туру Вищої ліги проти семипалатинського «Єлимаю». Корзанов вийшов на поле в стартовому складі та відіграв увесь матч. У складі «Кайнара» у Вищій лізі зіграв 50 матчів та відзначився 3-а голами, ще 2 поєдинки провів у кубку Казахстану. У 1997 році підсилив акмолинський «Цілинник». Дебютував за акмолинський клуб 12 квітня 1997 року в програному (0:1) виїзному поєдинку 1-о туру Вищої ліги проти карагандинського «Шахтаря-Іспат-Кармет». Олександр вийшов на поле в стартовому складі та відіграв увесь матч. У футболці «Астани» зіграв 27 матчів (та 11 матчів і 1 гол за дубль), ще 6 поєдинків провів у кубку Казахстану.
По ходу сезону 1998 року повернувся до Киргизстану, де підписав контракт зі столичною «Національною гвардією». У «вишці» Киргизстану зіграв 17 матчів та відзначився 1 голом. У 1999 році повернувся до «Жетису», за який зіграв 23 матчі у Вищій лізі та 2 поєдинки у кубку Казахстану. Футбольну кар'єру завершив у СКА-ППО (Бішкек), у складі якого виступав з 2000 по 2002 рік.

## Кар'єра в збірній
Дебютував у футболці національної збірної Киргизстану 23 серпня 1992 року в програному (0:3) товариському виїзному поєдинку проти Узбекистану. Корзанов вийшов на поле в стартовому складі та відіграв увесь матч. Єдиним голом за збірну Киргизстану відзначився 6 липня 1997 року на 4-й хвилині переможного (3:0) домашнього поєдинку групи 2 кваліфікації Чемпіонату світу проти збірної Мальдів. Олександр вийшов на поле в стартовому складі, а на 68-й хвилині його замінив Канат Сардаров. Останній поєдинок у футболці національної збірної провів 27 травня 2000 року проти Іраку в рамках Чемпіонату Західної Азії (поразка киргизької збірної з рахунком 0:4). Корзанов вийшов на поле в стартовому складі та відіграв увесь матч. У складі національної збірної зіграв 16 матчів та відзначився 1 голом.